# یواس‌اس تابرر (دی‌یی-۴۱۸)

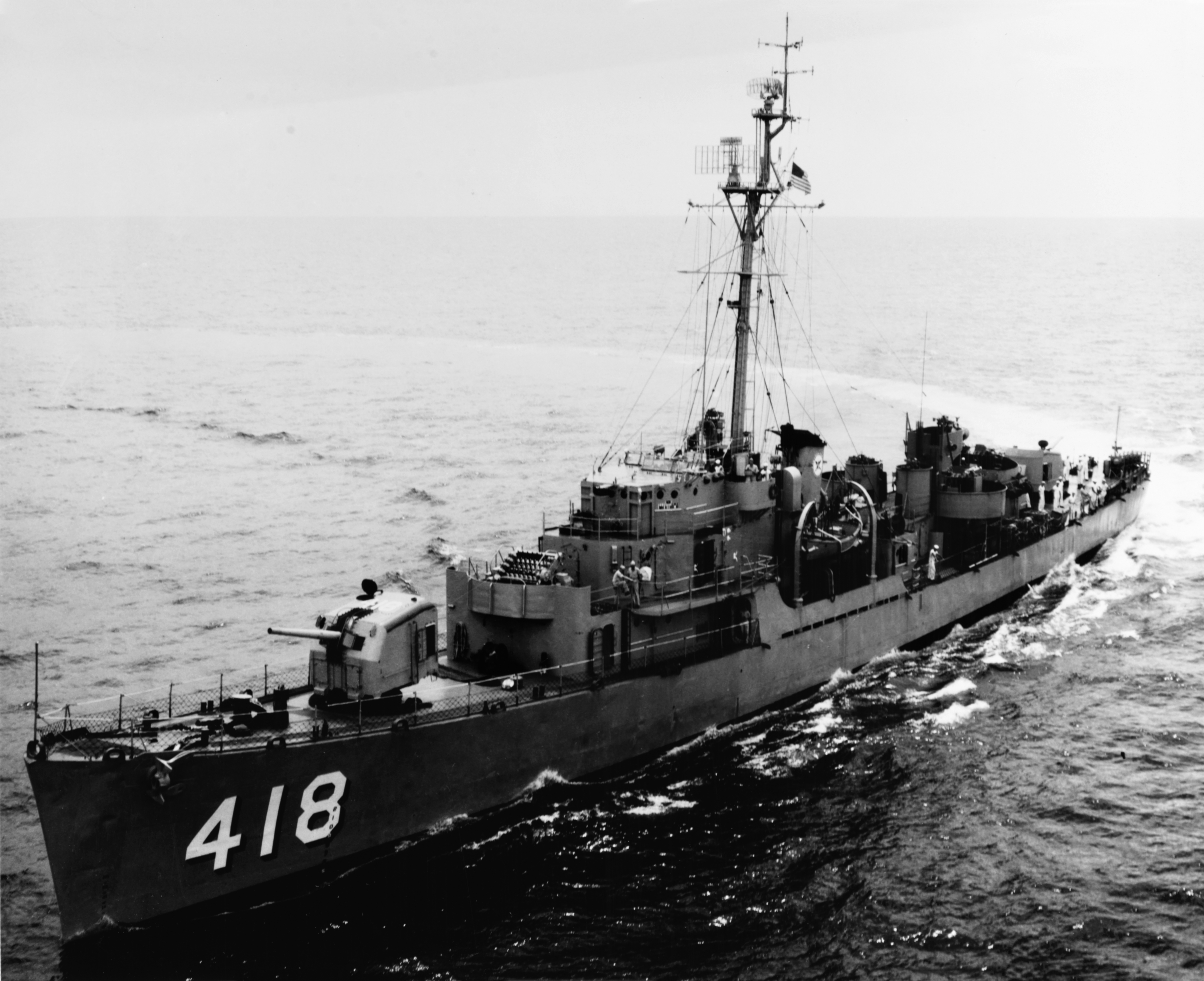
کشتی یو‌اس‌اس تابرر (دی‌یی-۴۱۸)

یواس‌اس تابرر (دی‌یی-۴۱۸) (به انگلیسی: USS Tabberer (DE-418)) یک کشتی بود که طول آن 306 ft (oa) بود. این کشتی در سال ۱۹۴۴ ساخته شد.